# Paul Grannis
Paul Dutton Grannis (* 26. Juni 1938) ist ein US-amerikanischer Physiker.
Grannis erhielt den B. Eng. Phys. mit Auszeichnung an der Cornell University 1961 und den Ph.D. an der University of California 1965 bei Owen Chamberlain. Er ist seit 1966 an der State University of New York at Stony Brook (SUNY). Er war unter anderem zu Forschungsaufenthalten am CERN (ISR, LEP Collider), am AGS des Brookhaven National Laboratory, Fermilab, Rutherford Appleton Laboratory und am University College London. Seit 2007 ist er Distinguished Professor Emeritus an der SUNY.
Seine Forschungsgebiete sind u. a. das Higgs-Boson und das Top-Quark. Er war Sprecher der D0-Experiment-Kollaboration von seiner Gründung 1983 bis 1993 und Ko-Sprecher von 1993 bis 1996 mit Hugh Montgomery. Am D0 und am CDF des Fermilab wurde 1995 das Top-Quark entdeckt. Außerdem wurden Präzisionsmessungen zum W-Boson, QCD-Jets, Bottom-Quarks und Suche nach Signaturen für neue Physik jenseits des Standardmodells vorgenommen.

## Auszeichnungen
- 1961–1965 Danforth Foundation Fellow
- 1969–1971 Alfred P. Sloan Foundation Fellow
- 1987 Fellow der American Physical Society
- 1992 Exceptional Teaching Award, Stony Brook
- 1997 Exceptional Service Award, US Department of Energy
- 2000–2001 John S. Guggenheim Fellowship
- 2001 Panofsky-Preis für das D0-Experiment am Tevatron des Fermilab[3]
- 2009 Ehrendoktor der Ohio University
- 2016 Auswärtiges Mitglied der Russischen Akademie der Wissenschaften[4]